# 瓦迪亚
瓦迪亚（Vadia），是印度古吉拉特邦Narmada县的一个城镇。总人口4479（2001年）。

## 人口
该地2001年总人口4479人，其中男性2628人，女性1851人；0—6岁人口276人，其中男147人，女129人；识字率84.15%，其中男性为90.11%，女性为75.69%。